# Nelu Daniel Popliaca
Nelu Daniel Popliaca (n. 19 octombrie 1977, București) este un fost jucător român de fotbal, care a activat pe postul de mijlocaș. 

### Activitate
- Oțelul Galați (1995-1996)
- Gloria Buzău (1997-1998)
- Șantierul Naval Galați (1999-2001)
- Dunărea Galați (2003-2006)
- Gloria Buzău (2006-2007)
- Onix Râmnicu Sărat (2007-2008)
- Petrolul Ploiești (2007-2008)
- CSM Ploiești (2008-2009)
- Astra Ploiești (2008-2010)